# Capilla del Hospital San Sebastián
La capilla del Hospital San Sebastián es un templo católico ubicado al interior del Hospital Dr. Víctor Ríos Ruiz, en la ciudad de Los Ángeles, Región del Biobío, Chile. Fue construida entre los años 1916 y 1924, y declarada monumento nacional de Chile, en la categoría de monumento histórico, el 24 de noviembre de 1989 mediante el Decreto Supremo N°578.

## Historia
El Hospital San Sebastián fue fundado con el patrocinio de la Municipalidad de Los Ángeles en el año 1867. En sus inicios fue conocido como Hospital de la Caridad debido a que era atendido, en su mayoría, por monjas de la Orden de Nuestra Señora de la Caridad. Sin embargo, su nombre fue cambiado en 1877, pasando a llamarse oficialmente Hospital San Sebastián.
La capilla original del hospital fue inaugurada en 1877 y en los años siguientes sufrió múltiples daños estructurales debido a diferentes eventos sísmicos. Posterior a esto, su reconstrucción fue realizada sobre los cimientos de la construcción original, entre los años 1916 y 1924. La nueva edificación fue realizada utilizando principalmente ladrillos de arcilla cocida, barro, paja y madera.
El 24 de enero de 1939, el Hospital San Sebastián fue seriamente dañado por un terremoto de 8.3 Ms, por lo que tuvo que ser demolido pero la capilla fue conservada. En los años posteriores, se solicitó a la Junta de Beneficencia de la ciudad la construcción de un nuevo hospital, el que fue inaugurado en 1953 bajo el nombre de Hospital Dr. Víctor Ríos Ruiz.
El nuevo diseño del recinto hospitalario incluyó la construcción de parte del edificio alrededor de la capilla, dejándola al interior del recinto, lo que provocó que perdiera comunicación con el resto de la ciudad. Actualmente, la capilla no es visible desde el exterior del complejo asistencial.  
El 24 de noviembre de 1989, fue declarada Monumento Nacional de Chile bajo el Decreto Supremo N° 578 debido a su gran valor histórico y arquitectónico.
La capilla se vio seriamente afectada por el terremoto de 2010, por lo que fue declarada como inhabitable y cerrada a la comunidad. Al año siguiente, se asignaron recursos para la evaluación de los daños sufridos en las pinturas murales.
En abril de 2019, el Ministerio de las Culturas, las Artes y el Patrimonio fijó los límites del Monumento Histórico, estableciéndose que posee una superficie de 3.200 metros cuadrados.
El 2 de septiembre de 2020, el Gobierno Regional del Biobío aprobó el financiamiento para la restauración y puesta en valor de la Capilla del Hospital San Sebastián.

## Descripción

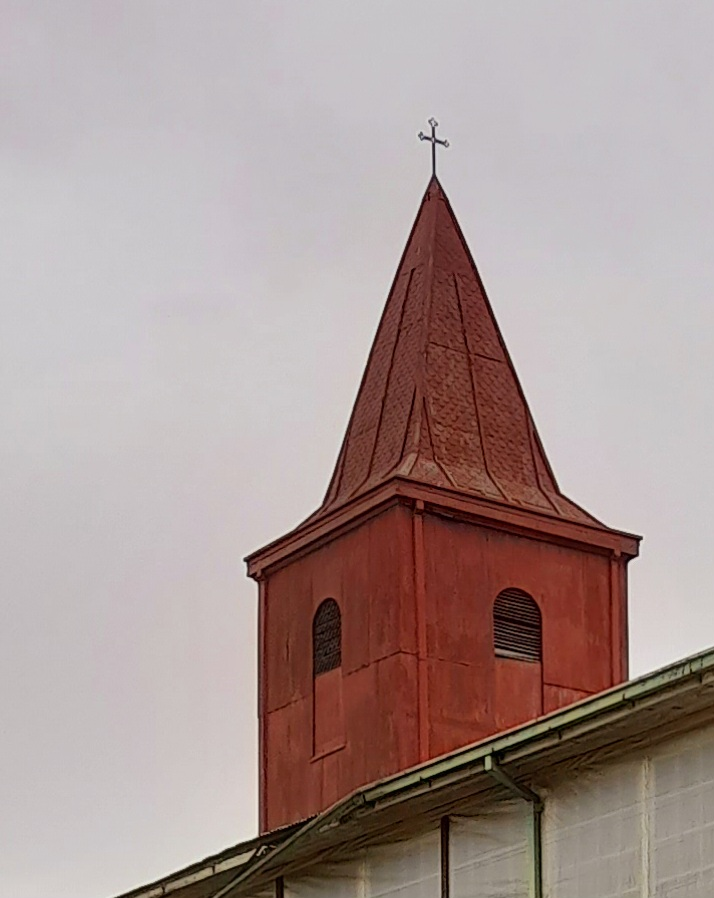
Campanario con vanos cerrados y chapitel de cuatro mantos.

La capilla del Hospital San Sebastián fue construida en albañilería no reforzada de gran espesor, utilizando ladrillos de arcilla cocida pegados con morteros de barro y paja, además de otros materiales como madera y piedra.   
Su estructura presenta un volumen simple rectangular con un eje central de simetría. Posee una planta basilical de 33 m de largo, 15 m de ancho y 12 m de altura con tres naves de cielo plano, techumbre a dos aguas y dos niveles, destacándose la mayor altura que tiene la nave central, sobre la cual se encuentra la torre del campanario. Dicha estructura, está construida con madera y presenta una base cuadrada con vanos en arco cerrado por una celosía que remata en un chapitel de cuatro mantos en cada uno de sus costados.

### Exterior

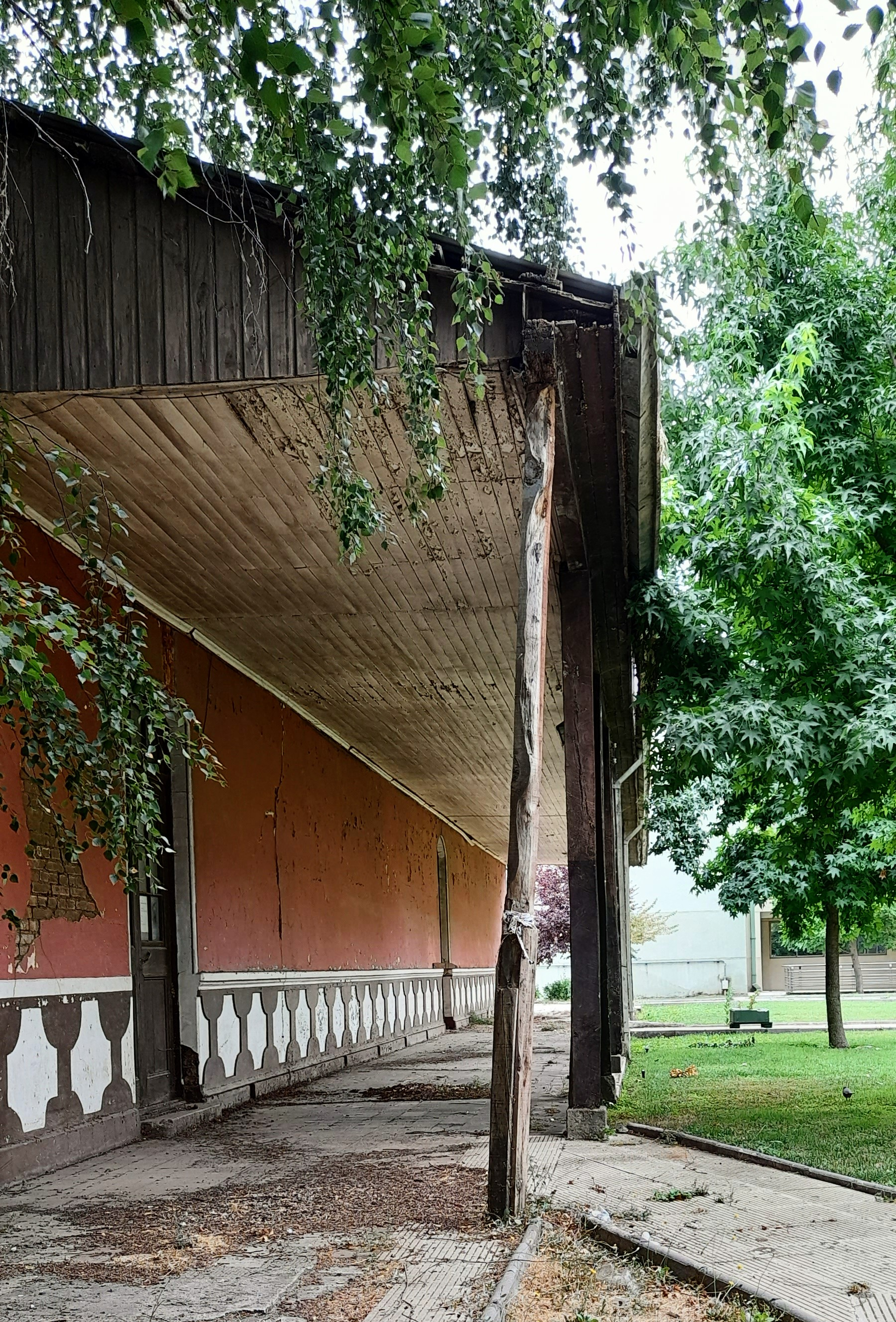
Muro perimetral con zócalo con diseño de balaustrada.

El frontis de la capilla posee tres vanos, de los cuales el vano central tiene mayores dimensiones que los dos laterales. En el caso de los muros perimetrales, estos son de albañilería y morteros a base de barro con estructuras de madera. Ambas partes de la estructura presentan zócalos con diseños de balaustradas. En el primer nivel, los cuatro faldones del techo recubren las dos angostas naves laterales y también a los corredores aporticados que se encuentran en dos lados de la capilla (originalmente estaba en los cuatro lados).

### Interior
El interior está formado por una doble hilera de columnas de madera que generan las dos arquerías que separan a la nave central de las naves laterales. La iluminación al interior de la capilla está dada por una corrida de ventanas que se encuentran en ambos costados de la parte superior de la nave central.
En cuanto a los ornamentos del interior, el cielo y muros de la nave central y el cielo de las naves laterales, están decorados con pinturas murales y símbolos de la Orden de Nuestra Señora de la Caridad, destacándose en el cielo de la nave central, un lienzo formado por cuatro pinturas de gran realismo simbólico religioso.

## Monumento Nacional
En la sesión del 6 de septiembre de 1989, el Consejo de Monumentos Nacionales, aprobó la petición realizada por la filial de Los Ángeles del Colegio de Arquitectos de Chile para declarar a la capilla del antiguo Hospital San Sebastián como Monumento Histórico, siendo declarada Monumento Nacional de Chile, en la categoría de monumento histórico, el 24 de noviembre de 1989 bajo el Decreto Supremo N° 578, en un esfuerzo realizado por el doctor y coleccionista Wladimir Sánchez y el arquitecto Osvaldo Cáceres González.
La capilla del Hospital San Sebastián es de gran valor histórico, arquitectónico y religioso. Actualmente, es la iglesia más antigua que existe en la ciudad de Los Ángeles y ha mantenido la calidad de capilla desde su inauguración, a pesar del paso de los años y de las múltiples intervenciones que ha sufrido a consecuencia de terremotos y los diferentes proyectos de remodelación de la infraestructura hospitalaria. Además, es considerada testimonio de la historia del antiguo Hospital de la Caridad, siendo el último remanente del hospital del siglo XIX, ya que sus pasillos exteriores son los únicos corredores que se conservan de la antigua planta y también, su emplazamiento dentro del casco histórico de la ciudad, la reconoce como un hito del trazado fundacional.
La estructura de la capilla es de gran interés arquitectónico, debido a la simplicidad de los materiales empleados y a la peculiaridad de su sistema de construcción en ladrillos de arcilla cocida pegados con barro y paja. La decoración interior, en especial las pinturas murales en los cielos de la nave central y laterales, son de gran valor estético debido a sus detalles, colores y diseños de alta calidad.
Su valor religioso, se asocia a una historia de solidaridad y beneficencia, que se mantiene hasta el día de hoy en la memoria de los habitantes de la ciudad, manteniéndose la devoción local desde la llegada de las Hermanas de la Caridad a la zona. A pesar de su cierre en el año 2010, a consecuencia de los daños ocasionados por el terremoto, ha logrado mantener desde sus inicios, su rol como iglesia de hospital y de barrio, cumpliendo una importante labor social, ya que en sus dependencias se velaban personas indigentes sin familiares ni recursos.

## Terremoto de 2010 y restauración
La capilla sufrió múltiples daños estructurales durante el terremoto del 27 de febrero de 2010. Se produjo el colapso parcial del muro testero (ubicado detrás del altar) y el desprendimiento generalizado de los estucos exteriores e interiores, además de la caída del lienzo ubicado en el cielo de la nave central y otros elementos decorativos. La evaluación de los daños ocasionados al inmueble, que fue realizada por el Consejo de Monumentos Nacionales, catalogó que los daños a la estructura, son de grado mayor, por lo que fue declarada inhabitable y se recomendó la realización de un proyecto de recuperación integral.
Durante el trascurso del mismo año, el Consejo de Monumentos Nacionales licitó el proyecto “Ejecución de obras de emergencia Monumento Histórico Capilla San Sebastián de Los Ángeles” y en febrero de 2011 se trasladó a la ciudad de Los Ángeles, un equipo de restauradoras del Centro Nacional de Restauración y Conservación que constataron que las pinturas murales sobre tela presentaban un avanzado deterioro, ya que alrededor del 50% de ellas estaban desprendidas.
Desde que la capilla se vio afectada por el terremoto de 2010, se ha buscado financiamiento para su restauración y remodelación, solicitándose apoyo económico a distintas entidades públicas, las que asignaron recursos para ello en diferentes ocasiones, los cuales no han sido suficientes debido a los bajos montos otorgados y al elevado costo de su restauración.
En el año 2012, la Dirección de Bibliotecas, Archivos y Museos asignó recursos para estudios de restauración de la capilla y a fines de mayo de 2014, el Gobierno Regional de Biobío, aprobó el proyecto de estudió de diseño para la restauración del recinto histórico. Luego de seis años de trabajo de investigación, análisis y gestiones para la realización del proyecto, se anunció a fines de 2016, que el costo de restauración de la capilla y sus obras de arte, sumado a la construcción de un museo histórico, alcanza un monto de mil seiscientos millones de pesos, de los cuales el Ministerio de Obras Públicas comprometió el aporte de la mitad de los recursos necesarios.
A comienzos del año siguiente, se inició la búsqueda de la mitad de los recursos necesario para ejecutar la restauración, planificándose presentar la solicitud de financiamiento al Gobierno Regional sin embargo, el proyecto no fue presentado en 2018, debido al nuevo escenario producido por la creación de la Región de Ñuble, postergándose su presentación para el año 2019 para ser considerado en el presupuesto de 2020.
Finalmente, el Gobierno Regional de Biobío aprobó en septiembre de 2020, la asignación de los recursos solicitados para ejecutar el proyecto de restauración de la capilla, estimándose que durante el segundo semestre de 2021 se realizará la licitación de la ejecución física del proyecto y se espera que finalice durante el primer semestre del año 2023.El proyecto “Restauración y puesta en valor Capilla San Sebastián de Los Ángeles” contempla un diseño de restauración para que la capilla vuelva a tener su aspecto original y la creación de un museo en dependencias del Hospital Dr. Víctor Ríos Ruiz.

## Galería imágenes
Las siguientes fotografías fueron tomadas en febrero de 2024. La capilla no está abierta al público desde febrero de 2010.  

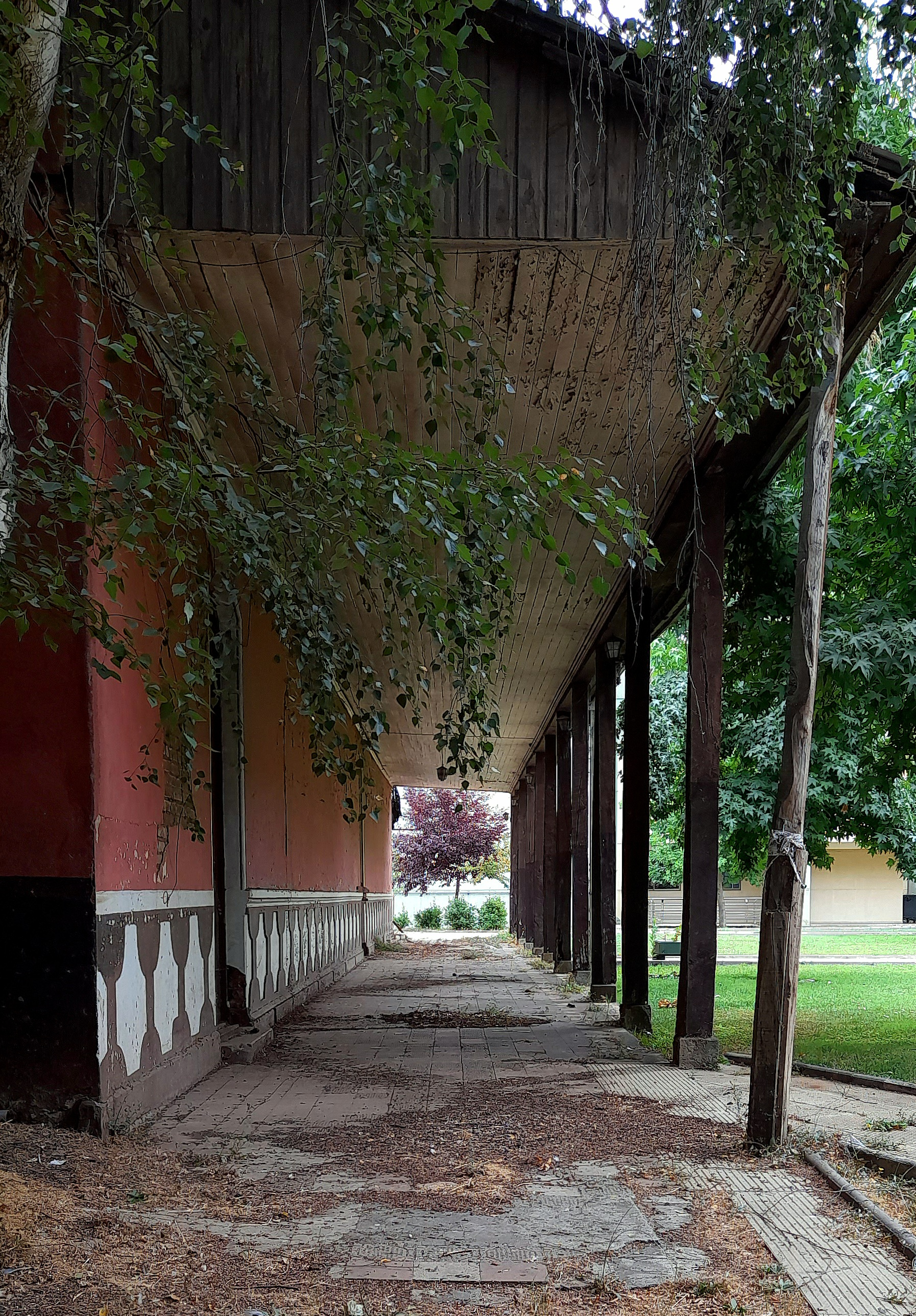
Pasillo costado norte.
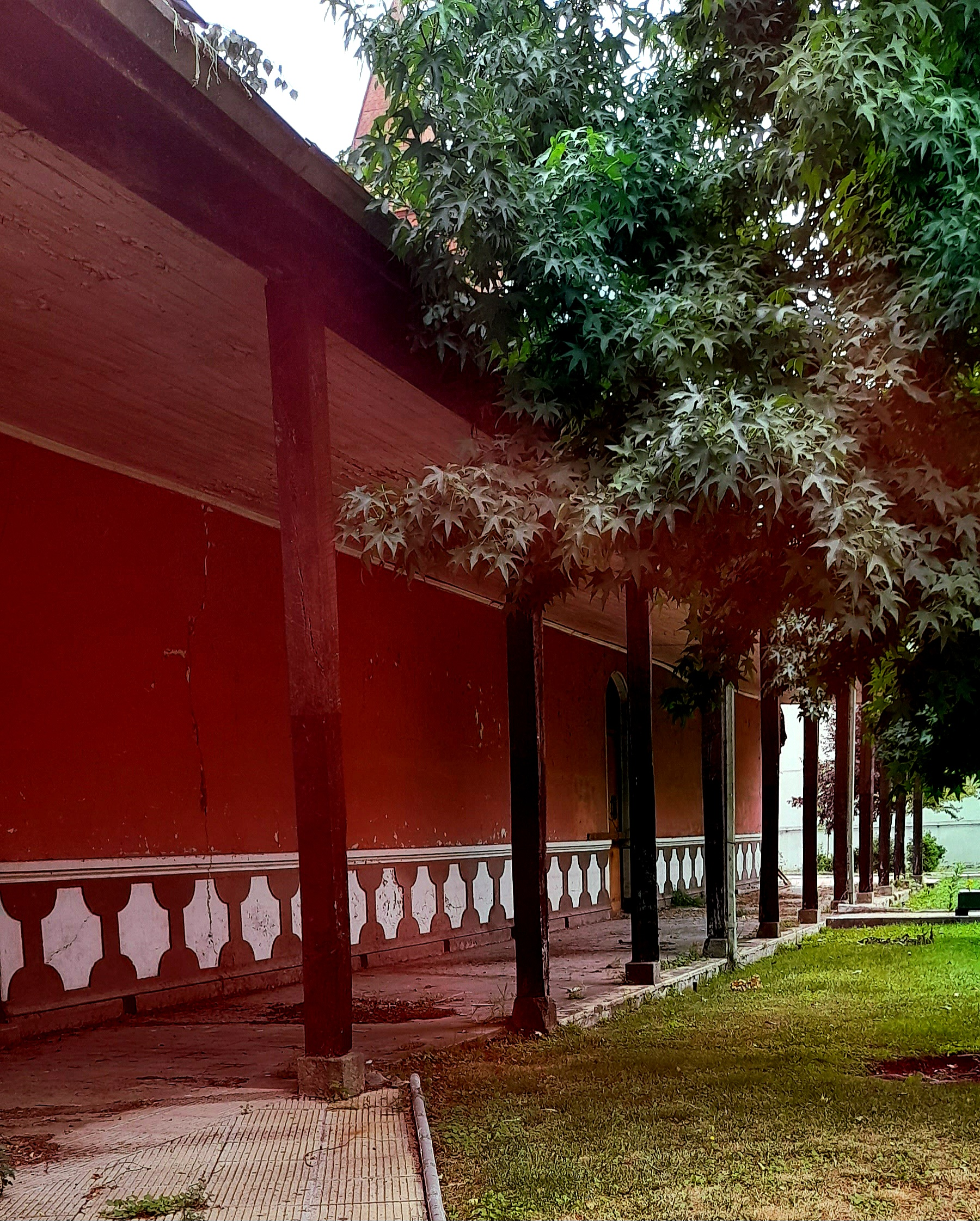
Muro perimetral lado norte.
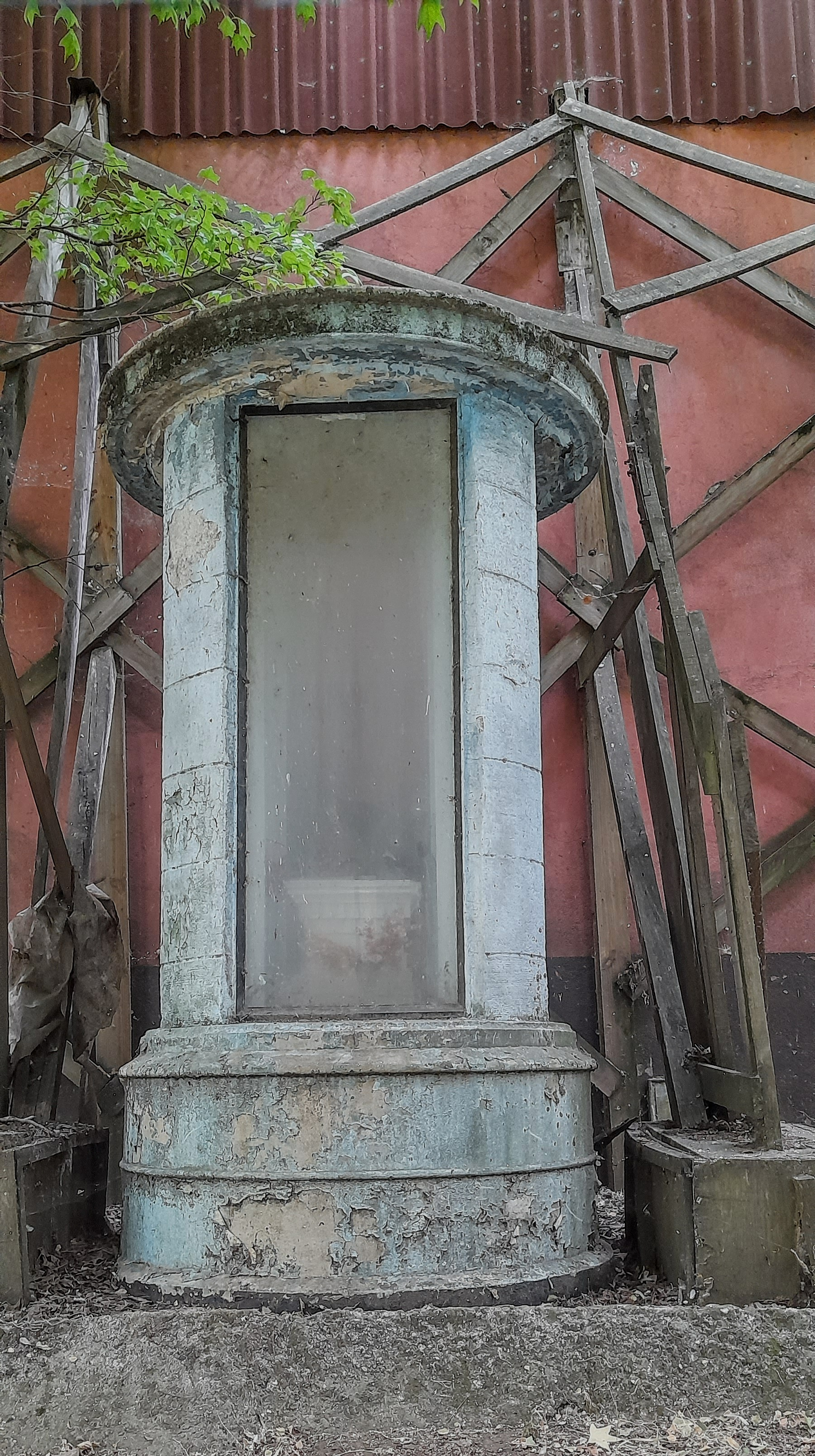
Altar exterior.
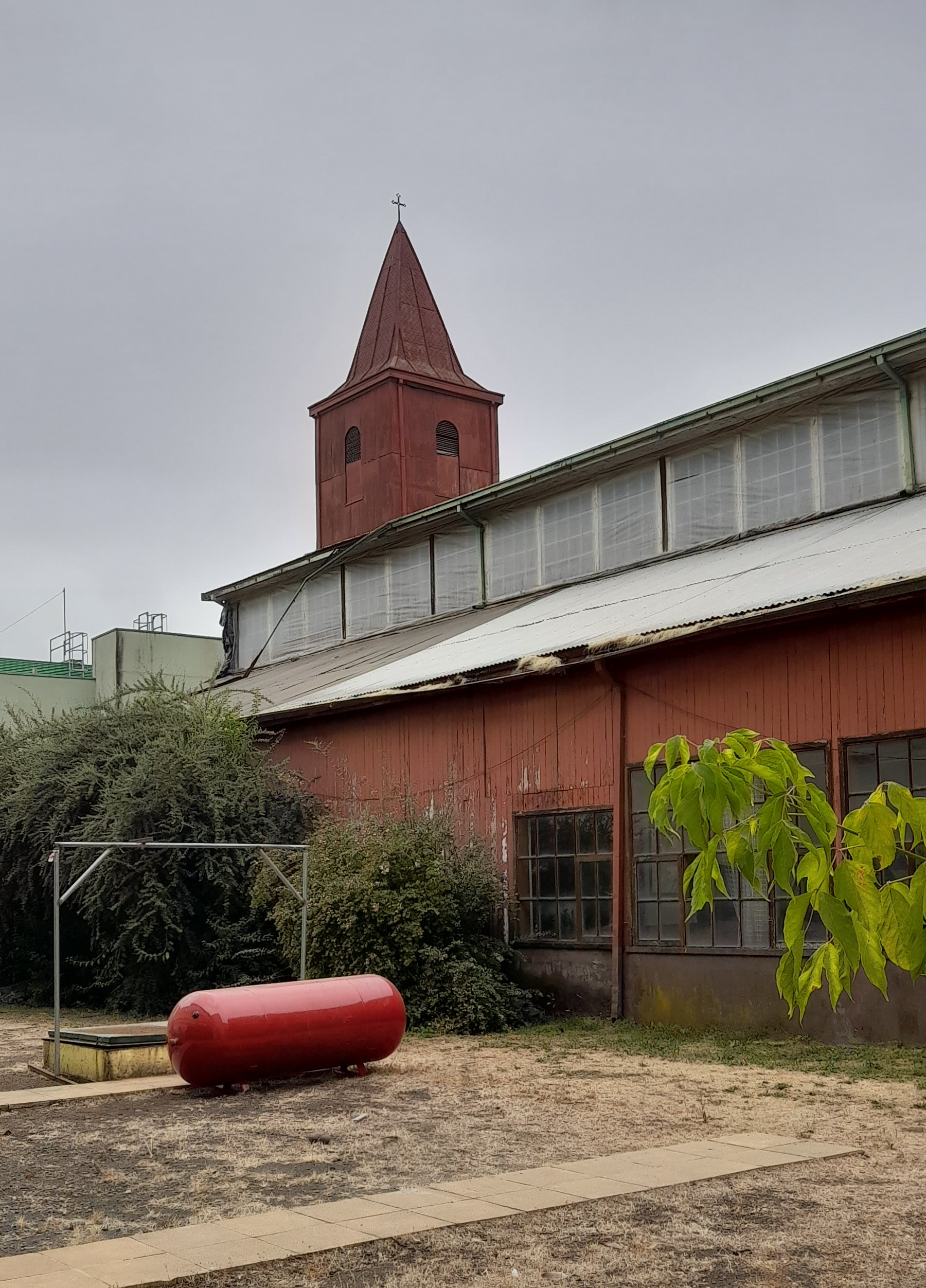
Vista exterior de la capilla desde costado sur.
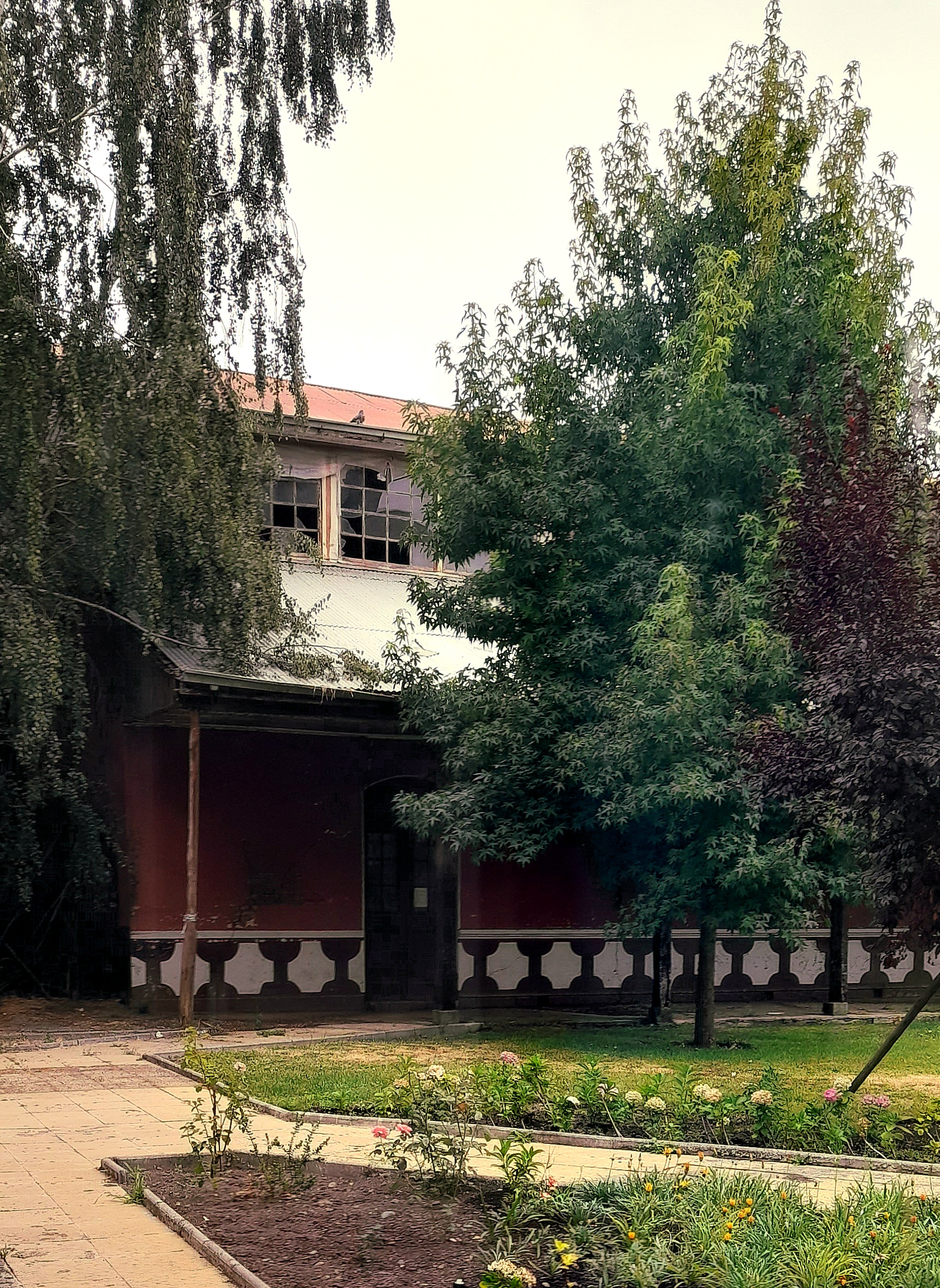
Áreas verdes alrededor de la capilla.